# Lista de rios da Estônia
Esta é uma lista de rios da Estônia.

## A
Aavoja 
- Agali
- Ahja 
- Alajõgi 
- Allika 
- Ambla 
- Amme 
- Angerja 
- Antsla 
- Apna
- Aruküla 
- Atla 
- Audru
- Avaste
- Avijõgi

## E
Emajõgi
- Elbu 
- Elva 
- Enge 
- Erra 
- Esna

## G
Gorodenka

## H
Haavakivi
- Halliste 
- Harku
- Helme
- Hilba
- Humalaste
- Hundikuristiku
- Härjapea 
- Häädemeeste
- Hüüru

## J
Jaama
- Jurga
- Jõelähtme 
- Jõku
- Jägala 
- Jänijõgi
- Järveotsa

## K
Kalita
- Kalli 
- Kargaja
- Kasari 
- Kata
- Katku
- Kavilda
- Keila 
- Kloostri
- Kodila
- Kohtra 
- Kolga
- Kolga
- Koosa
- Kroodi
- Kuivajõgi
- Kuke
- Kulgu
- Kullavere 
- Kunda 
- Kurina
- Kurna
- Kuura
- Kõpu
- Kärla 
- Käru
- Kääpa
- Külge

## L
Laatre
- Laeva
- Lahavere
- Leevi
- Leisi
- Lemmejõgi 
- Lemmjõgi 
- Liivi 
- Lintsi 
- Lodja
- Loo
- Loobu 
- Luguse 
- Luutsna
- Lõve
- Lähkma

## M
Maadevahe
- Maidla
- Massu
- Munalaskme 
- Mustajõgi 
- Mustjõgi (Endla) 
- Mustjõgi (bacia do Gauja) 
- Mustjõgi (bacia do Jägala) 
- Mustjõgi (Tallinn) 
- Mustoja (Lahemaa)
- Mustvee
- Muuga
- Mõra
- Mädajõgi
- Mädara
- Mähe

## N
Nahavere
- Naravere
- Narva 
- Nasva 
- Nurtu 
- Navesti
- Nuutri
- Nõva

## O
Onga
- Orajõgi

## P
Paadrema 
- Paala
- Pada 
- Pala
- Pale
- Paltra
- Pede 
- Pedeli
- Pedja 
- Peeda
- Peetri
- Penijõgi 
- Piigaste
- Piilsi
- Pikknurme
- Pirita 
- Piusa 
- Porijõgi
- Poruni 
- Prandi
- Preedi
- Punapea
- Purtse 
- Põduste 
- Põltsamaa 
- Pärlijõgi
- Pärnu 
- Pääsküla
- Pühajõgi (Ida-Virumaa)
- Pühajõgi (Saaremaa)

## R
Raasiku
- Rannametsa
- Rannamõisa 
- Rannapungerja 
- Raudna 
- Reiu
- Reopalu
- Retla
- Riguldi
- Räpu

## S
Rio Saarjõgi
- Saki
- Saku
- Salajõgi 
- Salla
- Salme
- Sauga  
- Selja 
- Sigaste
- Sillaorsa
- Sitapätsi
- Soodla 
- Struuga (Jaama)
- Surju
- Surjupera
- Suuremõisa 
- Sõmeru
- Sõtke
- Sämi

## T
Taebla 
- Tagajõgi 
- Tarvastu
- Tatra
- Teenuse
- Timmkanal 
- Tirtsi
- Tiskre 
- Toolse
- Topi
- Tori
- Treppoja 
- Tuhala
- Tuudi
- Tänassilma
- Tõdva
- Tõlla
- Tõrvanõmme
- Tõstamaa

## U
Ulila
- Umbusi 
- Ura
- Uueveski

## V
Vaemla 
- Vaidava
- Vainupea
- Valgejõgi 
- Valuoja
- Vara
- Vardi
- Vardja
- Varsaallika
- Vasalemma 
- Vaskjõgi
- Veelikse
- Velise 
- Vigala 
- Vihterpalu 
- Visela
- Visula
- Vodja
- Vorsti
- Võhandu 
- Võhkse
- Võhu
- Võlupe
- Võsu
- Väike Emajõgi 
- Vändra
- Värska 
- Vääna

## Õ
Õhne

## Ä
Ärma